# The Prisoner

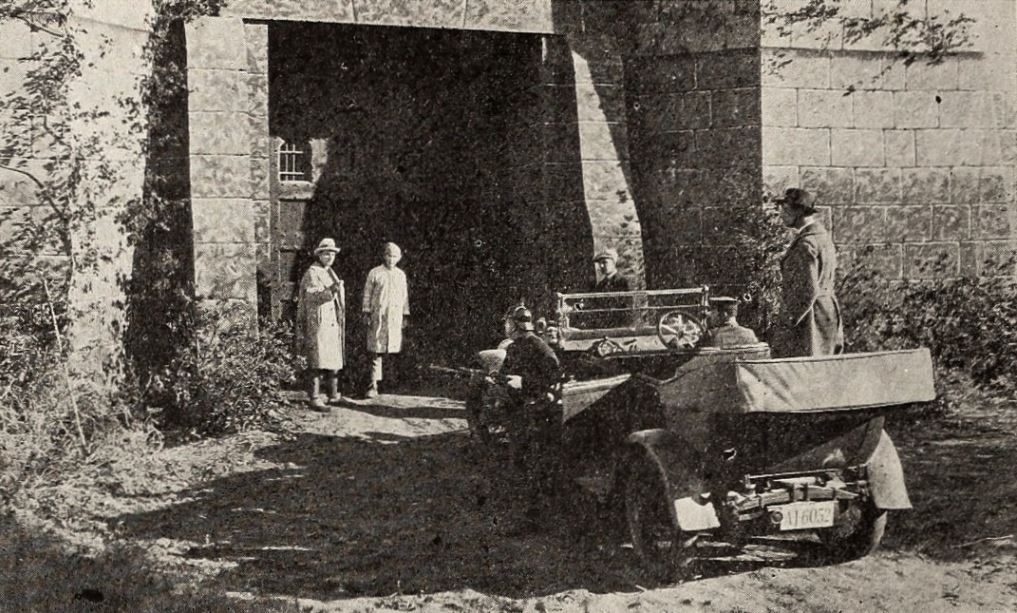
Imagem do filme

The Prisoner é um filme de drama produzido nos Estados Unidos e lançado em 1923. É considerado um filme perdido.